# Андрій Кухарчук
Андрій Кухарчук (12 грудня 1978, Львів) — відомий український спортсмен-бодібілдер. Найкращий атлет 2013 року за версією IFBB, чемпіон Європи і бронзовий призер Чемпіонату світу з бодібілдингу.

## Біографія
Український спортсмен народився 12 грудня 1978 року в місті Львові. Бодібілдингом почав займатися у віці 12 років. За словами Андрія у підвалі його будинку був розташований тренажерний зал «Кінескоп». Хлопець частенько навідувався туди та приглядався до старших хлопців, а згодом і сам почав займатися.  Серйозніше почав займатися в 19 років, а у 22 роки вже брав участь у змаганнях. Серйозно вплинула на формування свідомості хлопця давньогрецька міфологія і стеження за життям Арнольда Шварценеггера.
У 2006 році виграє свій перший чемпіонат України й виконує норматив майстра спорту України. У 2008 році - перший міжнародний старт — Чемпіонат Європи в місті Плайа-де-Аро (Іспанія) і результат 3-є місце в категорії до 90 кг. У 2009 році стає абсолютним чемпіоном України і Чемпіоном Європи в категорії до 100 кг ( істо Нові Сад, Сербія). Виконує норматив Майстра спорту України міжнародного класу. ВУ2010 році дебют на Чемпіонаті Світу (категорія до 100 кг місто Баку) і прикре сьоме місце. У 2011 та 2012 роках посідає 5 місце на чемпіонатах Світу (категорія 100 кг). ВУ2013 році нарешті очікуваний успіх - третє місце на Чемпіонаті Світу в Марокко (категорія 90 кг) і перше місце на Чемпіонаті Світу з класичного бодибілдингу в Австрії (м. Санк Пельт'єн). 2014 рік, наразі, най успішний у виступах цього спортсмена: друге місце на Чемпіонаті Світу з бодибілдингу (категорія 95 кг) у Бразилії і абсолютна перемога на Чемпіонаті Світу з класичного бодибілдингу в Іспанії. Виконаний норматив Заслуженого Майстра Спорту України.

## Тренування
В процесі тренування своїх біцепсів Андрій Кухарчук підкреслює важливість контролю у всіх стадіях руху і відчутті того, що під час виконання вправ працюють саме ті м'язи, які повинні. «Чіттінг якщо і допускається, то тільки такий, при якому не зникає відчуття роботи саме цільових м'язів. Тренування біцепсів в міжсезоння і перед змаганнями практично нічим не відрізняються. Звичайно, зменшується робоча вага, адже змінюється режим харчування, а ще я намагаюся зменшити час відпочинку між підходами до 1 хвилини», — ділиться досвідом Андрій Кухарчук.

## Особисте життя
Не одружений. Проживає в місті Львів. Тренується під керівництвом Заслуженого Тренера України Олександра Білоуса. Працює в клубі Бель Палаццо (вул. Саксаганського 10).